# Shizuka Itō
Shizuka Itō (伊藤 静, Itō Shizuka), née le 5 décembre 1980, est une actrice et chanteuse japonaise originaire de Tokyo. Elle est représentée par Ken Production. Elle remporte le prix de la Meilleure actrice pour un rôle secondaire aux 10e Seiyu Awards pour ses rôles dans Prison School et Sailor Moon Crystal.
Elle est surtout connue pour ses rôles de doublage d'animes notamment Akeno Himejima dans High School DxD, Sailor Venus / Minako Aino dans Sailor Moon Crystal, Kaori Kanzaki dans A Certain Magical Index, Lenalee Lee dans D.Gray-man, Irina Jelevic dans Assassination Classroom, Meiko Shiraki dans Prison School, Koko Hekmatyar dans Jormungand, Ryoko Okami dans Okami-san et ses sept compagnons, Hilda dans Beelzebub, Hinagiku Katsura dans Hayate the Combat Butler, et beaucoup d'autres.
Elle et sa collègue de doublage Hitomi Nabatame forment une unité de doublage appelée « Hitomi Nabatame et Shizuka Itō ». Ensemble, elles sont connues sous le nom de Hitoshizuku (ひとしずく) , qui signifie en japonais « une seule gouttelette ».
En 2012, elle annonce qu'elle s'est mariée. Le 30 avril 2020, Shizuka Itō annoncé son divorce.

## Filmographie

### Série télévisée d'animation
| Year         | Anime                                                                    | Role                                                                | Note                        |
| ------------ | ------------------------------------------------------------------------ | ------------------------------------------------------------------- | --------------------------- |
| 2003         | BASToF Lemon                                                             | Tiel                                                                |                             |
| 2003         | Kaleido Star                                                             | Maggie                                                              |                             |
| 2003         | Shingetsutan Tsukihime                                                   | Akiha Tohno                                                         |                             |
| 2003         | Texhnolyze                                                               | Ran                                                                 |                             |
| 2004         | Aqua Kids                                                                | Surea                                                               |                             |
| 2004         | Koi Kaze                                                                 | Wakaba Anzai                                                        |                             |
| 2004         | Maria-sama ga Miteru                                                     | Rei Hasekura                                                        |                             |
| 2004         | Maria-sama ga Miteru ~Haru~                                              | Rei Hasekura                                                        |                             |
| 2005         | Canvas 2: Niji Iro no Sketch                                             | Hikari Tamaru                                                       |                             |
| 2005         | Gakuen Alice                                                             | Tanuki                                                              |                             |
| 2005         | Glass Mask (Tokyo Movie version)                                         | Norie Otobe                                                         |                             |
| 2005         | Gokujō Seitokai                                                          | Miura                                                               |                             |
| 2005         | Ichigo Mashimaro                                                         | Keiko Yano                                                          |                             |
| 2005         | Mahoraba ~Heartful Days~                                                 | Club President                                                      |                             |
| 2005         | Mahō Sensei Negima!                                                      | Misa Kakizaki                                                       |                             |
| 2005         | SoltyRei                                                                 | Silvia Ban                                                          |                             |
| 2005         | Starship Operators                                                       | Sinon Kouzuki                                                       |                             |
| 2005         | To Heart 2                                                               | Tamaki Kosaka                                                       |                             |
| 2005-2006    | Tsubasa Chronicle                                                        | Chun Hyang                                                          |                             |
| 2005         | Zatch Bell!                                                              | Elizabeth, Chita                                                    |                             |
| 2005         | Zoids: Genesis                                                           | Kotona Elegance                                                     |                             |
| 2006         | .hack//Roots                                                             | Saburo                                                              |                             |
| 2006         | Animal Yokochō                                                           | Ako-sensei; Yayoi-kun, Usagi, Potato Tuto                           |                             |
| 2006         | Asatte no Hōkō                                                           | Shōko Nogami                                                        |                             |
| 2006         | D.Gray-man                                                               | Lenalee Lee, Lero                                                   |                             |
| 2006         | Futari wa Pretty Cure Splash Star                                        | Izumida Captain, Okai-sensei                                        |                             |
| 2006         | Glass Fleet                                                              | Sillua Moe Silvernail; Bride (ep 1); Zola (John-Fall's subordinate) |                             |
| 2006         | Happiness!                                                               | Saya Kamijo                                                         |                             |
| 2006         | Hell Girl                                                                | Noriko Hayashi                                                      | ep 22                       |
| 2006         | MÄR                                                                      | Lillis                                                              |                             |
| 2006         | Negima!?                                                                 | Misa Kakizaki                                                       |                             |
| 2006         | Pumpkin Scissors                                                         | Alice L. Malvin                                                     | [ 5 ]                       |
| 2006         | Shakugan no Shana                                                        | Wilhelmina Carmel                                                   |                             |
| 2006         | Tona-Gura!                                                               | Miu Serizawa                                                        |                             |
| 2006         | Witchblade                                                               | Shiori Tsuzuki                                                      |                             |
| 2006         | xxxHolic                                                                 | Himawari Kunogi                                                     |                             |
| 2006         | Yoake Mae Yori Ruri Iro Na ~ Crescent Love ~                             | Wreathlit Noel/Fiacca                                               |                             |
| 2007         | Baccano!                                                                 | Rachel                                                              |                             |
| 2007         | Buzzer Beater                                                            | Io                                                                  |                             |
| 2007         | D.C. II: Da Capo II                                                      | Mayuki Kōsaka                                                       |                             |
| 2007         | Darker than Black: Kuro no Keiyakusha                                    | Alice Wang                                                          |                             |
| 2007         | El Cazador de la Bruja                                                   | Nadie                                                               |                             |
| 2007         | Getsumento Heiki Mina                                                    | Suiren Koushū                                                       |                             |
| 2007         | Hayate the Combat Butler                                                 | Hinagiku Katsura                                                    |                             |
| 2007         | Kaze no Stigma                                                           | Nanase Kudō                                                         |                             |
| 2007         | Magical Girl Lyrical Nanoha StrikerS                                     | Shario Finīno, Otto, Deed                                           |                             |
| 2007         | Nagasarete Airantō                                                       | Chikage                                                             |                             |
| 2007         | Rental Magica                                                            | Manami Kuroha                                                       |                             |
| 2007         | Shakugan no Shana Second                                                 | Wilhelmina Carmel                                                   |                             |
| 2007         | Sketchbook ~full color's~                                                | Hā-san                                                              |                             |
| 2007         | Sky Girls                                                                | Eika Ichijō                                                         |                             |
| 2007         | Tengen Toppa Gurren Lagann                                               | Boota, Darry                                                        |                             |
| 2008         | D.C. II: Da Capo II                                                      | Mayuki Kōsaka                                                       |                             |
| 2008         | Kimi ga Aruji de Shitsuji ga Ore de                                      | Kuonji Shinra                                                       |                             |
| 2008         | Toaru Majutsu no Index                                                   | Kaori Kanzaki                                                       |                             |
| 2008         | Wagaya no Oinari-sama.                                                   | Momiji Miyabe                                                       |                             |
| 2008         | xxxHolic: Kei                                                            | Himawari Kunogi                                                     |                             |
| 2008         | Yatterman                                                                | Yatterman 2/Ai-chan 2nd                                             |                             |
| 2008         | Blassreiter                                                              | Amanda Werner                                                       |                             |
| 2008         | Sekirei                                                                  | Benitsubasa                                                         |                             |
| 2009         | Kurokami: The Animation                                                  | Riona Kogure                                                        |                             |
| 2009         | Saki                                                                     | Hisa Takei                                                          |                             |
| 2009         | Tayutama: Kiss on my Deity                                               | Mifuyu Kisaragi                                                     |                             |
| 2009         | Basquash!                                                                | Sela D. Miranda                                                     |                             |
| 2009         | Hatsukoi Limited                                                         | Kei Enomoto                                                         |                             |
| 2009         | Hayate the Combat Butler!!                                               | Hinagiku Katsura                                                    |                             |
| 2009         | Maria-sama ga Miteru 4th season                                          | Rei Hasakura, Seito                                                 |                             |
| 2009         | Shakugan no Shana S                                                      | Wilhelmina Carmel                                                   |                             |
| 2010         | Dance in the Vampire Bund                                                | Nanami Shinonome                                                    |                             |
| 2010         | Nodame Cantabile: Finale                                                 | Tatiana “Tanya” Vishneva                                            |                             |
| 2010         | HeartCatch PreCure!                                                      | Momoka Kurumi                                                       |                             |
| 2010         | Ichiban Ushiro no Daimaou                                                | Etou Fujiko                                                         |                             |
| 2010         | Ōkami-san to Shichinin no Nakama-tachi                                   | Ryōko Ōkami                                                         |                             |
| 2010         | Working!!                                                                | Kozue Takanashi                                                     |                             |
| 2010         | Amagami SS                                                               | Haruka Morishima                                                    |                             |
| 2010         | Ore no Imōto ga Konna ni Kawaii Wake ga Nai                              | Iori Fate Setsuna                                                   |                             |
| 2010         | Sekirei ~Pure Engagement~                                                | Benitsubasa                                                         |                             |
| 2010         | Marvel Anime: Iron Man                                                   | Nanami Ōta                                                          |                             |
| 2010         | Strike Witches 2                                                         | Hanna-Justina Marseille                                             |                             |
| 2010         | Toaru Majutsu no Index II                                                | Kaori Kanzaki                                                       |                             |
| 2010–2013    | Pocket Monsters: Best Wishes!                                            | Bel/Bianca                                                          |                             |
| 2010         | Katanagatari                                                             | Zanki Kiguchi                                                       |                             |
| 2011         | Beelzebub                                                                | Hildagarde                                                          |                             |
| 2011         | Ro-Kyu-Bu!                                                               | Mihoshi Takamura                                                    |                             |
| 2011         | Shakugan no Shana III Final                                              | Wilhelmina Carmel                                                   |                             |
| 2011         | Tamagotchi!                                                              | Agetchi                                                             |                             |
| 2011         | Working'!!                                                               | Kozue Takanashi                                                     |                             |
| 2011         | Maji de Watashi ni Koi Shinasai!                                         | Christiane Friedrich                                                |                             |
| 2011         | Maken-ki!                                                                | Kikyo Yamato                                                        |                             |
| 2012         | Aesthetica of a Rogue Hero                                               | Liliana                                                             |                             |
| 2012         | Amagami SS+ plus                                                         | Haruka Morishima, Jessica Morishima                                 |                             |
| 2012         | Shimajirō Hesoka                                                         | Various Voices                                                      |                             |
| 2012         | Area no Kishi                                                            | Nana Mishima                                                        |                             |
| 2012         | Bodacious Space Pirates                                                  | Misa Grandwood                                                      |                             |
| 2012         | Daily Lives of High School Boys                                          | Senpai                                                              |                             |
| 2012         | Fairy Tail                                                               | Flare Corona                                                        |                             |
| 2012         | Hayate the Combat Butler: Can't Take My Eyes Off You                     | Hinagiku Katsura                                                    |                             |
| 2012         | High School DxD                                                          | Akeno Himejima                                                      |                             |
| 2012         | Jormungand                                                               | Koko Hekmatyar                                                      |                             |
| 2012         | Jormungand: Perfect Order                                                | Koko Hekmatyar                                                      |                             |
| 2012         | Kokoro Connect                                                           | Maiko Fujishima                                                     |                             |
| 2012         | One Piece                                                                | Lily Enstomach                                                      |                             |
| 2012         | Queen's Blade Rebellion                                                  | Captain Liliana                                                     |                             |
| 2012         | Psycho-Pass                                                              | Yayoi Kunizuka                                                      |                             |
| 2013         | Space Battleship Yamato 2199                                             | Melda Dietz                                                         |                             |
| 2013         | Majestic Prince                                                          | Teoria                                                              |                             |
| 2013         | Gargantia on the Verdurous Planet                                        | Bellows                                                             |                             |
| 2013         | Maoyū Maō Yūsha                                                          | Firedrake Empress                                                   |                             |
| 2013         | Hayate the Combat Butler: Cuties                                         | Hinagiku Katsura                                                    |                             |
| 2013         | High School DxD New                                                      | Akeno Himejima                                                      |                             |
| 2013         | Dog & Scissors                                                           | Suzuna Hiiragi                                                      |                             |
| 2013         | Unbreakable Machine-Doll                                                 | Kimberly                                                            |                             |
| 2013         | Fate/kaleid liner Prisma Illya                                           | Luviagelita Edelfelt                                                | [ 6 ]                       |
| 2014         | Psycho-Pass 2                                                            | Yayoi Kunizuka                                                      |                             |
| 2014         | Saki: The Nationals                                                      | Hisa Takei                                                          |                             |
| 2014         | SoniAni: Super Sonico the Animation                                      | Kyōko Tomano                                                        |                             |
| 2014         | D-Frag!                                                                  | Takao                                                               |                             |
| 2014         | Date A Live II                                                           | Ellen Mira Mathers                                                  |                             |
| 2014         | Blade & Soul                                                             | Yuran                                                               |                             |
| 2014         | Fate/kaleid liner Prisma Illya 2wei!                                     | Luviagelita Edelfelt                                                |                             |
| 2014         | Pretty Guardian Sailor Moon Crystal Season I                             | Minako Aino/Sailor Venus                                            | ONA, Dark Kingdom arc       |
| 2014         | The Irregular at Magic High School                                       | Kyōko Fujibayashi                                                   |                             |
| 2014         | Terra Formars                                                            | Michelle K. Davis                                                   |                             |
| 2014         | Shirobako                                                                | Chiemi Dōmoto, Suzuka Itō, Aya, Catherine Weller                    |                             |
| 2015         | Pretty Guardian Sailor Moon Crystal Season II                            | Minako Aino/Sailor Venus                                            | ONA, Black Moon arc         |
| 2015         | Assassination Classroom                                                  | Irina Jelavic                                                       | [ 7 ]                       |
| 2015         | Bikini Warriors                                                          | Valkyrie                                                            |                             |
| 2015         | Crayon Shin Chan                                                         | Oohara Nanako                                                       |                             |
| 2015         | Fate/stay night: Unlimited Blade Works                                   | Luviagelita Edelfelt                                                |                             |
| 2015         | Fate/kaleid liner Prisma Illya 2wei Herz!                                | Luviagelita Edelfelt                                                |                             |
| 2015         | Gintama                                                                  | Okita Sougo (female)                                                |                             |
| 2015         | Heavy Object                                                             | Major Froleytia Capistrano                                          |                             |
| 2015         | High School DxD BorN                                                     | Akeno Himejima                                                      |                             |
| 2015         | Prison School                                                            | Meiko Shiraki                                                       | [ 8 ]                       |
| 2015         | The Rolling Girls                                                        | Kaguya Nayotake                                                     |                             |
| 2015         | Aikatsu!                                                                 | Nise Kisha                                                          |                             |
| 2015         | Beautiful Bones: Sakurako's Investigation                                | Sakurako Kujō                                                       | [ 9 ]                       |
| 2015         | Working!!!                                                               | Kozue Takanashi                                                     |                             |
| 2015         | Yatterman Night                                                          | Alouette, Dorothy                                                   |                             |
| 2015         | Young Black Jack                                                         | Maiko Okamoto                                                       | [ 10 ]                      |
| 2016         | Pretty Guardian Sailor Moon Crystal Season III                           | Minako Aino/Sailor Venus                                            | TV Anime, Death Busters arc |
| 2016         | Nurse Witch Komugi R                                                     | Ai Mitaka                                                           | [ 11 ]                      |
| 2016         | Assassination Classroom 2nd Season                                       | Irina Jelavic                                                       |                             |
| 2016         | Endride                                                                  | Louise                                                              |                             |
| 2016         | Joker Game                                                               | Marie Torres                                                        | [ 12 ]                      |
| 2016         | Amanchu!                                                                 | Mato Katori                                                         | [ 13 ]                      |
| 2016         | Haven't You Heard? I'm Sakamoto                                          | Miki                                                                |                             |
| 2016         | Rin-ne                                                                   | Raito                                                               |                             |
| 2016         | Ange Vierge                                                              | Aoi Mikage                                                          | [ 14 ]                      |
| 2016         | Lostorage incited WIXOSS                                                 | Lil                                                                 | [ 15 ]                      |
| 2016         | Occultic;Nine                                                            | Tōko Sumikaze                                                       | [ 16 ]                      |
| 2016         | ReLIFE                                                                   | Michiru Saiki                                                       |                             |
| 2016         | Idol Memories                                                            | Misaki Kariya                                                       | [ 17 ]                      |
| 2016         | JoJo's Bizarre Adventure: Diamond Is Unbreakable                         | Tomoko Higashikata (second voice)                                   | [ 18 ]                      |
| 2017         | ēlDLIVE                                                                  | Saotome                                                             |                             |
| 2017         | Sin: The 7 Deadly Sins                                                   | Belial                                                              | [ 19 ]                      |
| 2017         | ACCA: 13-Territory Inspection Dept.                                      | Eben                                                                |                             |
| 2017         | KADO: The Right Answer                                                   | Ritsu Natsume                                                       | [ 20 ]                      |
| 2017         | Knight's & Magic                                                         | Hellvy Oberi                                                        | [ 21 ]                      |
| 2017         | Restaurant to Another World                                              | Red Queen                                                           | [ 22 ]                      |
| 2017         | Chronos Ruler                                                            | Ice Raider                                                          |                             |
| 2017         | Food Wars! Shokugeki no Soma: The Third Plate                            | Rindou Kobayashi                                                    | [ 23 ]                      |
| 2017         | Altair: A Record of Battles                                              | Cassandra                                                           |                             |
| 2017         | Battle Girl High School                                                  | Aoi Narushima                                                       | [ 24 ]                      |
| 2018         | Laid-Back Camp                                                           | Minami Toba                                                         |                             |
| 2018         | Katana Maidens ~ Toji No Miko                                            | Minato Fujiwara                                                     | [ 25 ]                      |
| 2018         | High School DxD HERO                                                     | Akeno Himejima                                                      |                             |
| 2018         | Layton Mystery Tanteisha: Katori no Nazotoki File                        | Liv                                                                 |                             |
| 2018         | Darling in the Franxx                                                    | 007                                                                 |                             |
| 2018         | Release the Spyce                                                        | Bunchō no Onna                                                      | [ 26 ]                      |
| 2018         | Tada Never Falls in Love                                                 | Cherry                                                              |                             |
| 2018         | Amanchu! Advance                                                         | Mato Katori                                                         |                             |
| 2018         | Cutie Honey Universe                                                     | Tomahawk Panther                                                    |                             |
| 2018         | High Score Girl                                                          | Moemi Gōda                                                          | [ 27 ]                      |
| 2018         | Skull-face Bookseller Honda-san                                          | Okitsune                                                            | [ 28 ]                      |
| 2019         | Date A Live III                                                          | Ellen Mira Mathers                                                  |                             |
| 2019         | Magical Girl Spec-Ops Asuka                                              | Crescent Moon Sandino                                               |                             |
| 2019         | Fairy Gone                                                               | Sophie                                                              | [ 29 ]                      |
| 2019         | Million Arthur                                                           | Loletta                                                             |                             |
| 2019         | 7 Seeds                                                                  | Fujiko Amacha                                                       | [ 30 ]                      |
| 2019         | Food Wars! Shokugeki no Soma: The Fourth Plate                           | Rindou Kobayashi                                                    |                             |
| 2019         | The Ones Within                                                          | Misery                                                              |                             |
| 2019         | The Case Files of Lord El-Melloi II: Rail Zeppelin Grace Note            | Luviagelita Edelfelt                                                |                             |
| 2020         | Plunderer                                                                | Nana Bassler                                                        | [ 31 ]                      |
| 2020         | Sorcerous Stabber Orphen                                                 | Letitia MacCredy                                                    |                             |
| 2020         | Healin' Good Pretty Cure                                                 | Shindoine                                                           | [ 32 ]                      |
| 2020         | Tower of God                                                             | Black March                                                         | [ 33 ]                      |
| 2020         | Super HxEros                                                             | Hakkouchuu                                                          | [ 34 ]                      |
| 2020         | Wandering Witch: The Journey of Elaina                                   | Niké                                                                | [ 35 ]                      |
| 2021         | Hortensia Saga                                                           | Marie                                                               | [ 36 ]                      |
| 2021         | High-Rise Invasion                                                       | Dealer Mask                                                         | ONA                         |
| 2021–present | The Way of the Househusband                                              | Miku                                                                | ONA                         |
| 2021         | The Idaten Deities Know Only Peace                                       | Gil                                                                 | [ 39 ]                      |
| 2021         | Tesla Note                                                               | Lily Steinem                                                        | [ 40 ]                      |
| 2022         | Requiem of the Rose King                                                 | Queen Elizabeth                                                     | [ 41 ]                      |
| 2022         | Girls' Frontline                                                         | Executioner                                                         | [ 42 ]                      |
| 2022         | Date A Live IV                                                           | Ellen Mira Mathers                                                  |                             |
| 2022         | Princess Connect! Re:Dive Season 2                                       | Io                                                                  | [ 43 ]                      |
| 2022         | I'm Quitting Heroing                                                     | Steina                                                              | [ 44 ]                      |
| 2022         | Tomodachi Game                                                           | Tsukino                                                             | [ 45 ]                      |
| 2022         | Bastard!! -Heavy Metal, Dark Fantasy-                                    | Kai Harn                                                            | ONA                         |
| 2022         | Call of the Night                                                        | Kabura Honda                                                        | [ 47 ]                      |
| 2022         | Parallel World Pharmacy                                                  | Queen Elisabeth II                                                  | [ 48 ]                      |
| 2023         | The Tale of the Outcasts                                                 | Lucia                                                               | [ 49 ]                      |
| 2023         | Buddy Daddies                                                            | Yuzuko Kurusu                                                       | [ 50 ]                      |
| 2023         | Oshi no Ko                                                               | Yoriko Kichijouji                                                   |                             |
| 2023         | Yuri Is My Job!                                                          | Youko Goeidou                                                       | [ 51 ]                      |
| 2023         | The Eminence in Shadow 2nd Season                                        | Yukime                                                              | [ 52 ]                      |
| 2024         | 'Tis Time for "Torture," Princess                                        | Torture Tortura                                                     | [ 53 ]                      |
| 2024         | Chillin' in Another World with Level 2 Super Cheat Powers                | Damalynas                                                           | [ 54 ]                      |
| 2024         | The Strongest Magician in the Demon Lord's Army Was a Human              | Cefiro                                                              | [ 55 ]                      |
| 2024         | Suicide Squad Isekai                                                     | Enchantress                                                         | [ 56 ]                      |
| 2024         | Sengoku Youko                                                            | Hanatora                                                            | [ 57 ]                      |
| 2024         | How I Attended an All-Guy's Mixer                                        | Hagi's older sister                                                 | [ 58 ]                      |
| 2024         | Demon Lord 2099                                                          | Kinohara                                                            | [ 59 ]                      |
| 2025         | I Have a Crush at Work                                                   | Shizuno Hayakawa                                                    | [ 60 ]                      |
| 2025         | I'm a Noble on the Brink of Ruin, So I Might as Well Try Mastering Magic | Scarlet                                                             | [ 61 ]                      |
| 2025         | Once Upon a Witch's Death                                                | Inori                                                               | [ 62 ]                      |
| 2025         | Kamitsubaki City Under Construction                                      | Reconstruction Manager                                              | [ 63 ]                      |

### Animation vidéo originale (OVA)
- Résolution de Baldr Force Exe – Kaira Kirusten
- D-Frag! – Takao
- Chiens : Balles et carnage – Naoto Fuyumine
- Top wo Nerae 2 ! – Pacica Peska Pelcicum
- Je suis pur – Iori Yoshizuki
- Maria-sama ga Miteru 3ème saison – Rei Hasekura
- Negima!? – Misa Kakizaki
- Pinky:St – Noriko, femme 1
- Shakugan no Shana SP : Koi à Onsen no Kōgai Gakushū ! – Wilhelmina Carmel
- Au cœur 2 – Tamaki Kosaka
- xxxHOLiC : Shunmuki – Himawari Kunogi
- Filles du ciel (2006) – Eika Ichijō
- Shirobako (2015) – Aya, Catherine Weller
- Amanchu ! : Yakusoku no Natsu à Atarashii Omoide no Koto (2017) – Mato Katori
- Guerres alimentaires ! : Shokugeki no Soma (2017) – Rindô Kobayashi[64]

### Films d'animation
| Année            | Film                                                                          | Rôle                             | Note                                                                |
| ---------------- | ----------------------------------------------------------------------------- | -------------------------------- | ------------------------------------------------------------------- |
| 20 août 2005     | xxxHolic: A Midsummer Night's Dream                                           | Himawari Kunogi                  |                                                                     |
| 17 avril 2010    | Detective Conan: The Lost Ship in the Sky                                     | Waitress                         |                                                                     |
| 1 mai 2010       | Book Girl                                                                     | Maki Himekura                    |                                                                     |
| 30 octobre 2010  | HeartCatch PreCure! the Movie: Fashion Show in the Flower Capital... Really?! | Momoka Kurumi                    |                                                                     |
| 27 août 2011     | Hayate no Gotoku Heaven is a place on Earth                                   | Hinagiku Katsura                 |                                                                     |
| 27 août 2011     | Mahou Sensei Negima! Anime Final                                              | Misa Kakizaki                    |                                                                     |
| 27 août 2011     | Hayate no Gotoku Heaven is a place on Earth                                   | Hinagiku Katsura                 |                                                                     |
| 9 janvier 2015   | Psycho-Pass: The Movie                                                        | Yayoi Kunizuka                   |                                                                     |
| 18 avril 2015    | Crayon Shin-chan: My Moving Story! Cactus Large Attack!                       | Oohara Nanako                    |                                                                     |
| 16 mars 2016     | Shimajiro in Bookland                                                         | Voice                            | [ 65 ]                                                              |
| 19 mai 2017      | Lu Over the Wall                                                              | Isaki                            |                                                                     |
| 2017             | Haikara-San: Here Comes Miss Modern Part 1                                    | Kichiji                          |                                                                     |
| 29 mars 2019     | Trinity Seven: Heavens Library & Crimson Lord                                 | Judecca                          |                                                                     |
| 2020             | BEM: Become Human                                                             | Greta                            |                                                                     |
| 2020             | Crayon Shin-chan: Crash! Rakuga Kingdom and Almost Four Heroes                | Nanako                           |                                                                     |
| 2021             | Pretty Guardian Sailor Moon Eternal The Movie                                 | Minako Aino/Super Sailor Venus   | 2-Part film, Season 4 of Sailor Moon Crystal (Dead Moon arc),       |
| 2021             | Jujutsu Kaisen 0                                                              | Manami Suda                      | [ 68 ]                                                              |
| 2022             | Mobile Suit Gundam: Cucuruz Doan's Island                                     | Selma Levens                     | [ 69 ]                                                              |
| 1er juillet 2022 | Laid-Back Camp Movie                                                          | Minami Toba                      | [ 70 ]                                                              |
| 2023             | Pretty Guardian Sailor Moon Cosmos The Movie                                  | Minako Aino/Eternal Sailor Venus | 2-Part film, Season 5 of Sailor Moon Crystal (Shadow Galactica arc) |

### Drama-CDs
- Asobi ni iku yo ! (Durel)
- Album dramatique Cyborg 009 : Histoires d'amour (Nana Kashima)
- D-Frag! (Takao)
- Chiens : Balles et Carnage (Naoto Fuyumine)
- Hayate X Blade (Inori Sae)
- Jeu de Houkago (Kanojo)

### Jeux vidéo
- Samurai Shodown V Special (22 avril 2004) (Mizuki Rashojin)
- Fate/unlimited Codes (11 juin 2008) (Luviagelita Edelfelt)
- Tales of Hearts (2008) (Innes Lorenz)
- Bloodborne (2015) (Vicar Amelia)
- Girls' Frontline (KSG, Executioner) (2016)
- Overwatch (24 mai 2016) (Widowmaker)[72]
- Nioh (7 février 2017) (Tachibana Ginchiyo)
- Another Eden (12 avril 2017) (Shanie)
- Final Fantasy XIV: Stormblood (20 juin 2017) (Yotsuyu)
- Azur Lane (2018) (IJN Mogami, RN Littorio, MNF Algérie)
- Sekiro: Shadows Die Twice (22 mars 2019) (Emma)
- Fire Emblem: Three Houses (26 juillet 2019) (Byleth (female))
- The King of Fighters All Star (30 juillet 2019) (Pretty Billy, Elisabeth Blanctorche)[73],[74]
- Arknights (2019) (Schwarz)
- Punishing: Gray Raven (2019) (Ayla)
- The Seven Deadly Sins: Grand Cross (2019) (Eastin Amabyllis)
- Fate/Grand Order (2019) (Astraea)
- Extraordinary Ones (2019) (Japanese Minnie announcements voice)
- Princess Connect! Re:Dive (2020) (Io)
- Guardian Tales (2020) Movie Star Eugene[75]
- Super Smash Bros. Ultimate (29 janvier 2020) (Byleth (Female))
- Fire Emblem Heroes (2020) (Byleth (Female), Rickard)
- Touhou Spell Bubble (6 février 2020) (Yukari Yakumo)
- Ring Fit Adventure (26 mars 2020) (Ring (Female))
- Fairy Tail (30 juillet 2020) (Flare Corona)
- The Sealed Ampoule (2021) (Irene)[76]
- Monster Hunter Rise (26 mars 2021) (Minoto)
- Kantai Collection (Saratoga, Asakaze, Matsukaze) (2013)
- Xenoblade Chronicles 2 (JP Dub Name: Kagutsuchi) (Brighid) (2017)
- Blue Archive (2021) (Shun Sunohara)[77]
- The King of Fighters XV (17 février 2022) (Elisabeth Blanctorche)[78]
- Counter: Side (25 mai 2022) (Mansion Master)[79]
- Bravely Default: Brilliant Lights (2022) (Sandra Cassandra)[80]
- Return to Shironagasu Island (2022) (Gisele Reed)[81]
- Witch on the Holy Night (2022) (Ritsuka Suse)[82]
- Path to Nowhere (2022) (Eirene)
- Honkai: Star Rail (2023) (Kafka)[83]
- Master Detective Archives: Rain Code (2023) (Martina Electro)[84]
- Silent Hill 2 (8 octobre 2024) (Mary Shepherd-Sunderland, Maria)
- Reverse Collapse: Code Name Bakery (2024) (Atena Bryan)[85],[86]

#### Date inconnue
- Granblue Fantasy (Sutera, Korwa & Hekate[87])
- Gadget Trial (Nei)
- Jokyou Kaishi! (Keiko Yada)
- To Heart 2 (Tamaki Kosaka)
- Mabino Kakeru Star (Hinano Katase)
- Otomedius (Esmeralda)
- Gensosuikoden IV (Mizuki)
- Chaos Rings Omega (Cyllis)
- Mahou Sensei Negima! 1-Jikanme -Okochama Sensei wa Mahou Tsukai (Misa Kakizaki)
- Mahou Sensei Negima! 2-Jikanme Tatakau Otome-tachi! Mahora Dai Undoukai SP! (Misa Kakizaki)
- Tenkuu Danzai Skelter+Heaven (Midori Matsumura)
- Duel Savior Destiny (Kaede Hiiragi)
- Zoids Infinity EX Neo (Kotona Elegance)
- Dokapon The World
- EVE～new generation～ (Efi)
- Rockman ZX (Pandora)
- Gunparade Orchestra Midori no Shou ~ Ookami to Kare no Shōnen ~ (牧原輝春)
- Yoake Mae Yori Ruri Iro Na: Brighter than dawning blue (Wreathlit Noel)
- WILD ARMS the Vth Vanguard (Avril van Frulu)
- Metroid: Other M (MB / Melissa Bergman)
- Muv-Luv Alternative (Touko Kazama)
- Katahane (Dua Carlstedt)
- Luminous Arc (Vanessa)
- Drakengard 3 (Five)
- Routes (Lisa Vixen)
- Zack & Wiki: Quest for Barbaros' Treasure (Rock Rose)
- Amagami (Haruka Morishima)
- Hayate no Gotoku! Nightmare Paradise (Hinagiku Katsura)
- Rune Factory 3 (Karin)
- Shining Force Feather (Alfin)
- Abyss of the Sacrifice (Oruga)
- Twinkle Crusaders (Kujoh Helena)
- Trauma Team (JP version name: HOSPITAL) (Tomoe Tachibana)
- Gloria Union (Elisha, Kyra)
- Granado Espada (Emilia Giannino, Emilia the Sage, & Reckless Emilia)
- Skylanders: Spyro's Adventure (Cali)
- Skylanders: Giants (Cali)
- League of Legends (Lux)
- Sword Art Online: Hollow Realization (Kizmel)

### Radio
- Au coeur 2 ( Tamaki Kosaka )

### Comic
- Belzébuth ( Hildagarde )
- Chemin du tissu (Jennifer)
- Le Harem du bout du monde (Mira Suou)

### Doublage

#### En prise de vues réelles
| Title                                       | Role                        | Dubbing credit      | Other   |
| ------------------------------------------- | --------------------------- | ------------------- | ------- |
| The Current War                             | Marguerite Erskine Walker   | Katherine Waterston | [ 88 ]  |
| Extinction                                  | Anne                        | Clara Lago          | [ 89 ]  |
| Fantastic Beasts and Where to Find Them     | Porpentina "Tina" Goldstein | Katherine Waterston | [ 90 ]  |
| Fantastic Beasts: The Crimes of Grindelwald | Porpentina "Tina" Goldstein | Katherine Waterston | [ 91 ]  |
| Fantastic Beasts: The Secrets of Dumbledore | Porpentina "Tina" Goldstein | Katherine Waterston | [ 92 ]  |
| The Flight Attendant                        | Cassie Bowden               | Kaley Cuoco         | [ 93 ]  |
| The Great Wall                              | Commander Lin Mae           | Jing Tian           | [ 94 ]  |
| Ingrid Goes West                            | Taylor Sloane               | Elizabeth Olsen     | [ 95 ]  |
| Kong: Skull Island                          | San Lin                     | Jing Tian           | [ 96 ]  |
| Lovecraft Country                           | Christina Braithwhite       | Abbey Lee           | [ 97 ]  |
| Slumdog Millionaire                         | Latika                      | Freida Pinto        | [ 98 ]  |
| They Found Hell                             | Ava                         |                     | [ 99 ]  |
| Vanguard                                    | Mi Ya                       | Miya Muqi           | [ 100 ] |
| Vincent N Roxxy                             | Kate                        | Zoey Deutch         | [ 101 ] |
| Zombieland                                  | Little Rock                 | Abigail Breslin     | [ 102 ] |

#### Animation
| Titre                                     | Rôle                | Autre   |
| ----------------------------------------- | ------------------- | ------- |
| The Dark Crystal : L'Âge de la Résistance | Bréa                | [ 103 ] |
| Ratchet & Clank                           | Cora Veralux        | [ 104 ] |
| Le spectacle Cuphead !                    | Baronne Von Bon Bon |         |
| Raya et le dernier dragon                 | Namaari             | [ 105 ] |

## Discographie

### Albums
| Année | Détails                                                                  | Numéro de catalogue | Pic Oricon positions dans les classements |
| ----- | ------------------------------------------------------------------------ | ------------------- | ----------------------------------------- |
| 2013  | Feeling Life - Sortie : 17 avril 2013 - Étiquette : Lantis - Format : CD | LACA-15289          | 91                                        |

### EP
| Année | Détails                                                               | Numéro de catalogue | Pic Oricon positions dans les classements |
| ----- | --------------------------------------------------------------------- | ------------------- | ----------------------------------------- |
| 2010  | Dévotion - Sortie : 21 avril 2010 - Étiquette : Lantis - Format : CD  | LHCA-5118           | 54                                        |
| 2011  | Présent - Sortie : 23 février 2011 - Étiquette : Lantis - Format : CD | LHCA-5125           | 66                                        |

### Single
| Année | Détails                                                                                           | Numéro de catalogue | Pic Oricon positions dans les classements |
| ----- | ------------------------------------------------------------------------------------------------- | ------------------- | ----------------------------------------- |
| 2011  | Everybody Ready Now? - Sortie : 7 décembre 2011 - Étiquette : Lantis - Format : CD                | LASM-4126           | 118                                       |
| 2012  | "Kimi no Iru Basho" (君のいる場所) - Sortie : 26 décembre 2012 - Étiquette : Lantis - Format : CD | LACM-14046          | 100                                       |